# Fabio Fabbri (musicista)
Fabio Fabbri (Firenze, 25 aprile 1955) è un chitarrista, compositore, arrangiatore e produttore musicale italiano. Ha fatto parte di vari gruppi musicali ed è cofondatore dei General Stratocuster and the Marshals e degli Slinky Vagabond.

## Biografia

### Gli esordi
Inizia la carriera di chitarrista rock blues nel 1971 fondando i Jay e gli Smash e suonando in vari locali fiorentini tra cui Space Electronic, locale di tendenza musicale in cui si esibivano all’epoca, fra gli altri, i Van der Graaf Generator, Rory Gallagher e i Canned Heat.
A metà degli anni settanta, grazie all’influenza del maestro Fosco Corti si interessa alla musica classica e allo studio della chitarra classica, sotto la guida del chitarrista classico Milan Vetter. Inizia la carriera di insegnante di musica. L’esperienza dell’insegnamento è stata particolarmente intensa nel periodo 1977-1989.

### Gli anni ottanta
Nel corso degli anni ottanta continua a insegnare musica e a esibirsi in vari locali come chitarrista. Nel 1985 insieme alla modella Peggy Richardson e a Marcello Ciao fonda il gruppo Peggy and the Pills con il quale registra il disco Nobody’s Bride prodotto dalla Many Records, di cui è coautore.

### Gli anni novanta
Nel 1990 inizia la collaborazione con Videomusic, la prima emittente televisiva italiana di programmi musicali. Nel programma intitolato Guitar Games, condotto da Rick Hutton, Fabbri eseguiva dal vivo brani musicali rock con chitarre elettriche Fender, Gibson e Yamaha, che venivano messe in palio e regalate all’ascoltatore che indovinava il titolo del pezzo. Con Videomusic, Fabbri ha inoltre suonato nel tour italiano denominato Plastic-Replatic, condotto da Rick Hutton e Clive Griffiths, finalizzato alla sensibilizzazione e promozione del riciclo della plastica.
Nel 1991 esce il primo album solista Per una volta tanto, in lingua italiana, distribuito da PolyGram. In questo album, Fabbri, suona la chitarra, canta ed è anche l’autore della musica e della maggior parte dei testi. L’album, prodotto da Fabrizio Federighi, è stato considerato dalla critica un lavoro che ha portato nel panorama musicale italiano sonorità che richiamano la scuola di Jimi Hendrix ed Eric Clapton.
Nel 1991 partecipa anche, come chitarrista, all’album omonimo di Asas, edito da RCA/BMG Ariola, gruppo fondato da Marcelo Valenca e Carla Adduci.
In questo decennio Fabbri, oltre a continuare l’attività concertistica, collabora con la Maison Enrico Coveri, sperimentando forme di contaminazione tra musica e fashion. Risalgono a questo periodo alcune esibizioni dal vivo in accompagnamento alle sfilate di moda di Parigi con Maurizio Solieri e Daniele Tedeschi, componenti della band di Vasco Rossi.
Nello stesso decennio ha lavorato come session man, partecipando a importanti eventi come il Sanremo Blues nel 1990 e suonando con la band di Rick Hutton nella serata in cui si sono esibiti Earl King, Al Green, Ronnie Earl and the Broadcaster.

### Il nuovo millennio
La sperimentazione del binomio musica e fashion prosegue negli anni duemila con la partecipazione alla società fiorentina Open Up Consulting s.r.l, dove dal 2003 al 2013 lavora allo sviluppo del music branding, cioè all’uso dei suoni e della musica associati a un marchio. In qualità di compositore, fra le altre cose, sviluppa musica corporate per alcune imprese pubbliche e private e musica per eventi. Nel 2012 il brano Airone Blu composto nel 2006 per l’azienda pubblica Toscana Energia è suonato dall’Orchestra del Maggio Musicale Fiorentino.
Nel 2010 insieme a Jacopo Meille, cantante dei Tygers of Pan Tang, Alessandro Nutini, batterista della Bandabardò e Richard Ursillo, bassista dei Sensations' Fix, fonda i General Stratocuster and the Marshals, gruppo classic rock con il quale ha fino a ora realizzato quattro album. La band, tutt’ora in attività, ha partecipato alle edizioni del festival Pistoia Blues del 2010, 2011 e 2014, suonando nelle serate in cui si sono esibiti The New Doors, James Burton, Willy Nile, Robben Ford, Robert Cray, Jonny Lang.
Nel 2017, per le celebrazioni dei cinquanta anni dalla morte, riarrangia il pezzo Ischia mia che Totò scrisse nel 1951 dedicandolo all'Isola. Pur mantenendo intatta la struttura originaria della canzone, Fabbri propone un aggiornamento più dilatato nei tempi grazie a una diminuzione della velocità del brano e a una nuova orchestrazione. Il brano è stato presentato il 26 giugno 2017 all'Albergo Regina Isabella a Lacco Ameno (Ischia) alla presenza di autorità locali e nazionali.
Dal 2017 collabora con Polimoda, scuola italiana di moda, in qualità di docente di music branding e music fashion. Collabora anche con Tony Bowers, cofondatore dei Simply Red e con Keanan Duffty. La collaborazione con Duffty è iniziata con la realizzazione di una cover di To Cut a Long Story Short, degli Spandau Ballet, apprezzata da Gary Kemp, autore e chitarrista della band, proseguendo con il progetto Slinky Vagabond con cui ha pubblicato nel 2021 l'album "King Boy Vandals" in cui hanno suonato Midge Ure, Richard Fortus, David Torn, Martin Turner, Dave Formula, Andy Hilfiger, Tony Bowers. Nel 2025, ha pubblicato con Slinky Vagabond il secondo album "The Eternal Return" in collaborazione con Earl Slick e Glen Matlock e in cui hanno suonato Mike Garson, Ava Cherry, Percy Jones, Dom Beken. 

## Discografia

### Con gli Slinky Vagabond
- 2021 - King Boy Vandals
- 2025- The Eternal Return

### Con i General Stratocuster and The Marshals
- 2011 – General Stratocuster and The Marshals
- 2013 – Double Trouble
- 2016 – Dirty Boulevard
- 2020 - Get a Lawyer

### Con i Peggy and the Pills
- 1985 – Nobody's Bride

### Da solista
- 1991 – Per una volta tanto